# Immortal regis
Immortal regis (불멸의 레지스) est un manhwa publié dans Young Champ en Corée du Sud en 2006 et édité par Daiwon.
Il a commencé de sortir en France, le 17 novembre 2011, grâce à Bookenmanga et est en cours de publication.
C'est une œuvre de Gaonbi, pour le scénario, en collaboration avec Juder, un couple de dessinateurs, pour les graphismes. Il s'agit d'une série en 6 volumes dont le nom complet est Chaos Chronicle : immortal regis.
La suite d'Immortal Regis se nomme Cavalier Of The Abyss. 16 volumes sont parues.

## Synopsis
« Un jour, soudain... lors d'une nuit où les éclats de lune brillaient comme jamais auparavant, un garçon rencontre Serin, une habitante du Chaos. Il finit par mourir et devenir un mort-vivant. Maintenant immortel, il ne peut plus vivre avec les humains à cause d'une loi antique... Un conte de révélations qui commence lorsqu'il se rend au Chaos, le début d'une nouvelle aventure ! »

## Genre
Action, drame, ecchi, fantastique, mature, shonen, surnaturel, tragédie